# Porto Valtravaglia

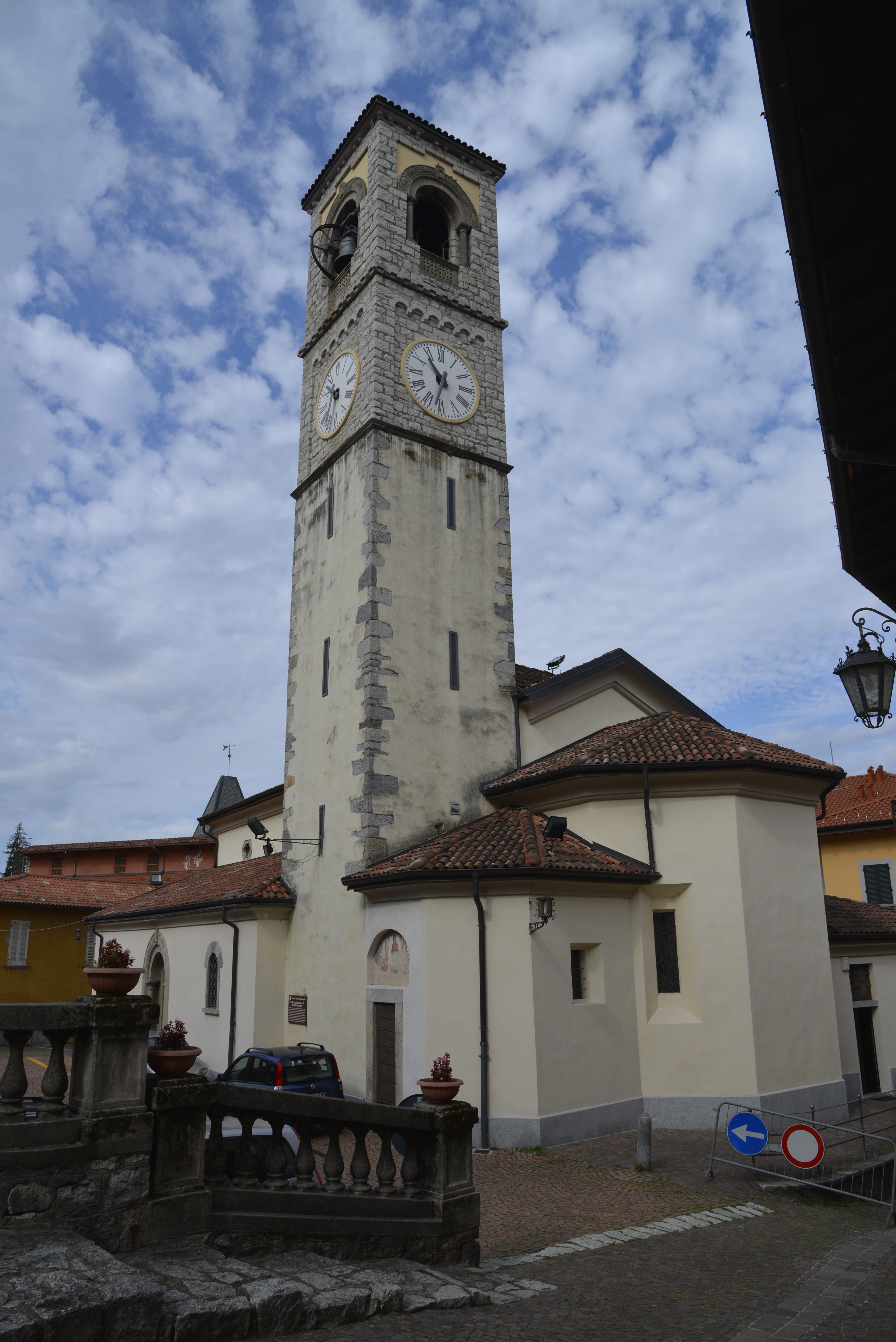
Kirche Santa Maria Assunta

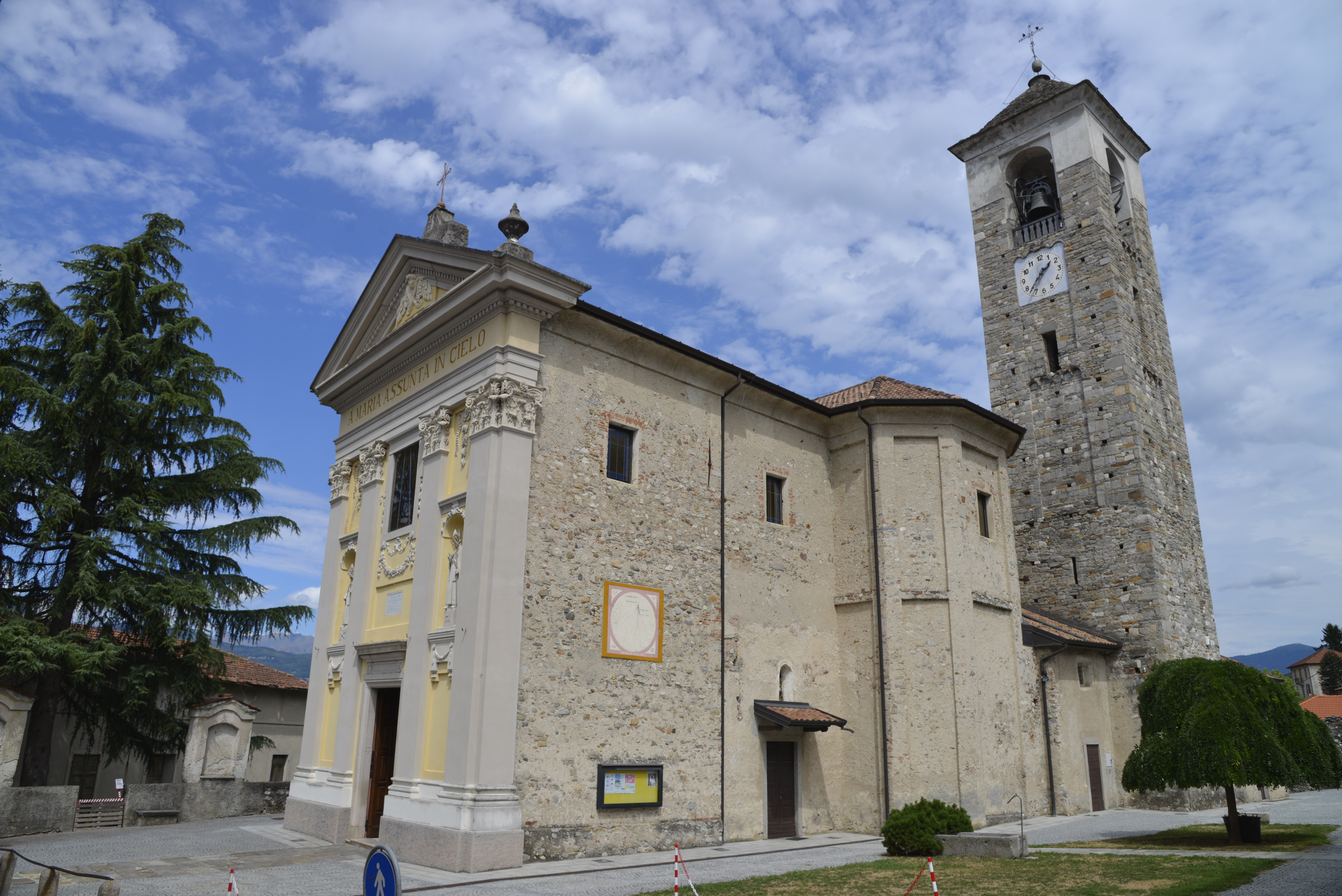
Domo, Kirche Santa Maria Assunta

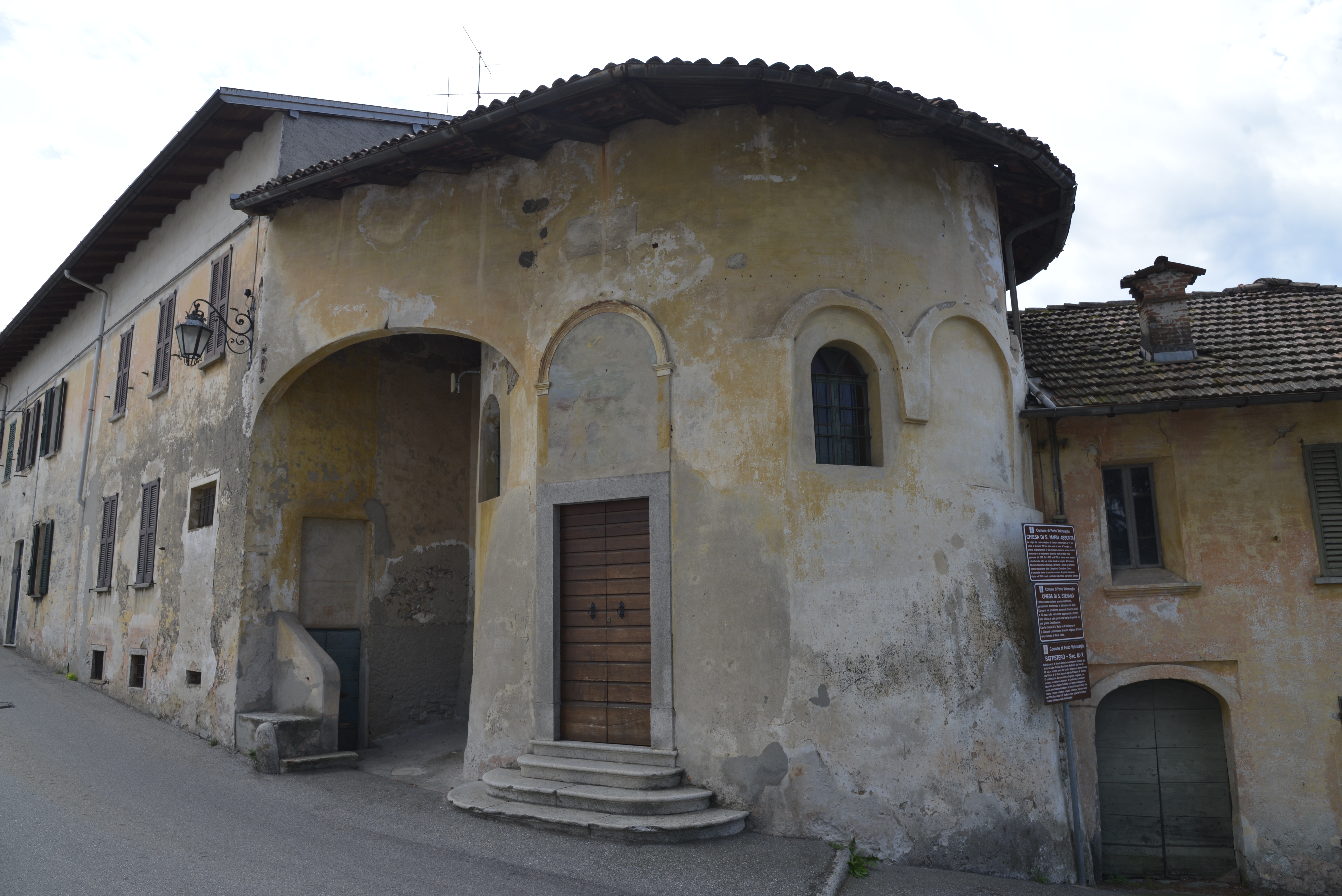
Domo, Bapstisterium

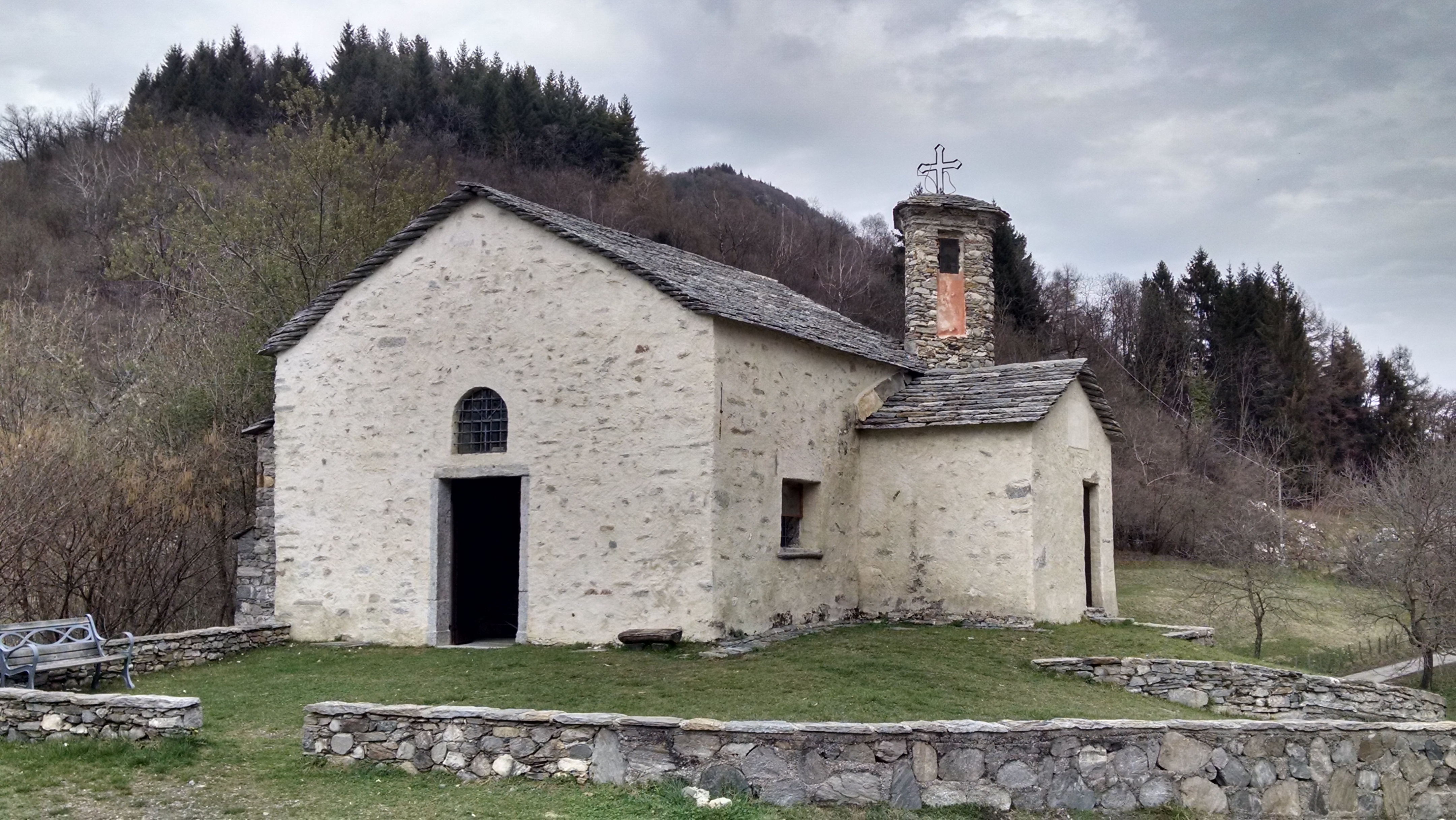
Kirche San Michele al Monte

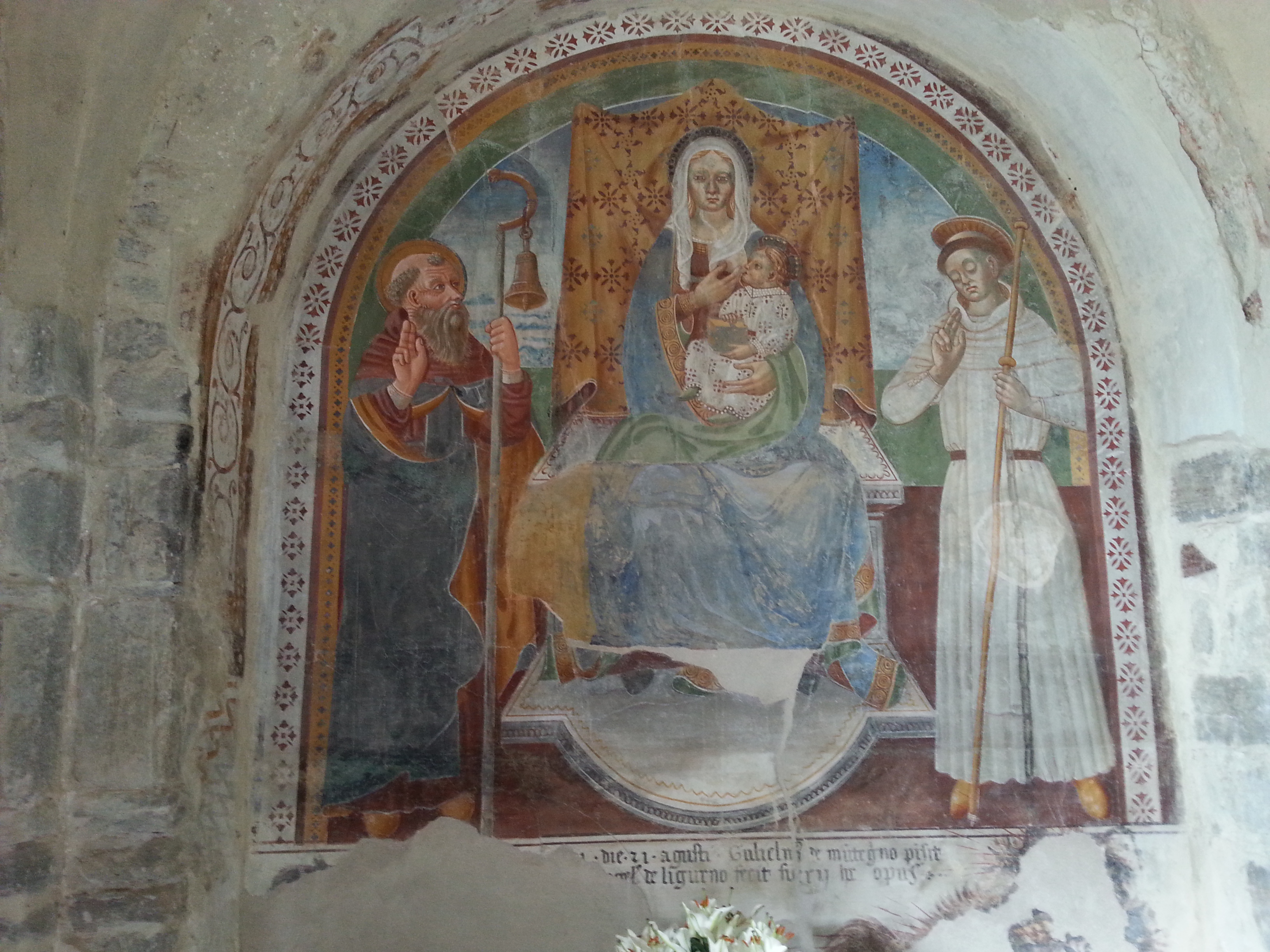
Kirche San Michele al Monte, Fresko des Malers Guglielmo da Montegrino

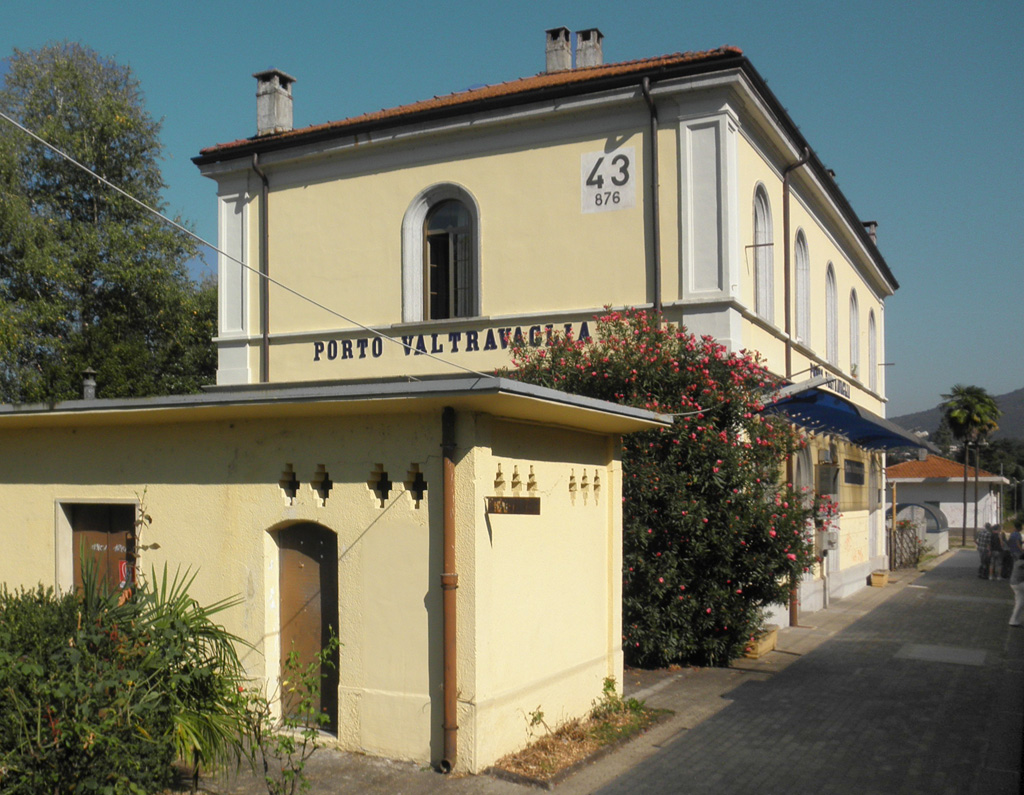
Bahnhof

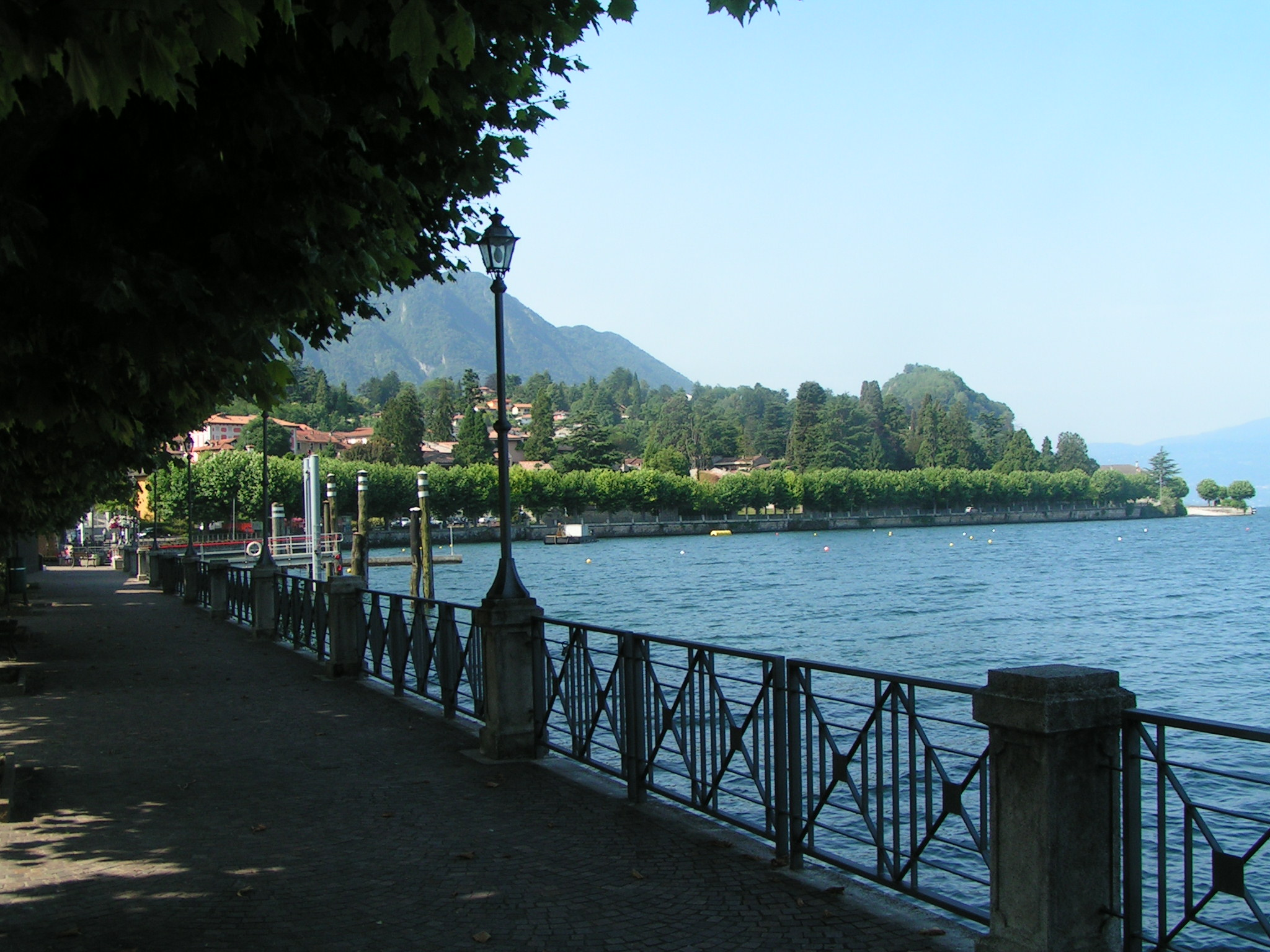
Uferpromenade von Porto Valtravaglia

Porto Valtravaglia ist eine Gemeinde in der Provinz Varese in der Region Lombardei.

## Geographie
Porto Valtravaglia liegt am Ostufer des Lago Maggiore, zwischen Luino und Laveno und bedeckt eine Fläche von circa 15 km². Zu Porto Valtravaglia gehören die Fraktionen Ligurno, Muceno, Musadino, San Michele, Cascina Profarè, Cascina Bassa, Monte Pian Nave, Monte della Colonna, Monte Ganna, Domo, Torre und Casa Piano Croce. Die Nachbargemeinden sind Brezzo di Bedero, Brissago-Valtravaglia, Casalzuigno, Castelveccana, Duno, Ghiffa (VB) und Oggebbio (VB)
Porto Valtravaglia ist im Vergleich zu anderen Orten am Lage Maggiore touristisch weniger bedeutsam. Der Ort verfügt über einen im Linienverkehr dreimal täglich angelaufenen Hafen. Wirtschaftlich wichtig war Porto Valtravaglia in der Vergangenheit wegen der hier angesiedelten Glasindustrie.

## Geschichte
Die Anwesenheit von Menschen im Val Travaglia (zwischen Porto und Caldè) ist bereits für die Eisenzeit belegt. Die Römer durchquerten das Valtravaglia schon vor Augustus, dann kam auch die kaiserliche Miliz hierher, gefolgt vom römischen Verwaltungsrechtssystem. Im 4. Jahrhundert begannen die ersten Barbareneinfälle und damit wurde der Bau von Verteidigungsanlagen entlang des Lago Maggiore dringend notwendig. Die ersten Kerne der Rocca di Caldè und des Turms im Ortsteil Caldè sowie der erste Teil des mächtigen Glockenturms in Domo können auf diese Zeit zurückgeführt werden.
In der Mitte des 10. Jahrhunderts übertrug Otto I. (HRR) dem Mailänder Erzbischof Valperto das Lehen Travaglia, das dann in den Besitz der mächtigen ambrosianischen Prälaten überging, die dort ihre geistliche und weltliche Gerichtsbarkeit ausübten. Im 13. Jahrhundert siedelten sich die Sessa, ein Adelsgeschlecht lombardischer Herkunft aus Sessa im Malcantone, in diesem Gebiet an. Sie ließen sich in der heutigen Ortschaft Ticinallo nieder, wo sie sich zu Herren erklärten und sich in den Dokumenten offiziell de Sessa de Tixinallo nannten. Die Sessa erkannten keine Feudalherrschaft über ihre Besitztümer an, während sie in Caldè mehrmals von den Erzbischöfen von Mailand zu Kastellanen der Rocca di Travaglia ernannt wurden, und zwar in der Person von Francesco und Quirico Sessa im Jahr 1261, eines weiteren Francesco im Jahr 1294 und Guglielmo Sessa im Jahr 1406. Dank des Bündnisses mit der Familie Visconti wurde die Familie 1277 Teil des Mailänder Patriziats, ein Privileg, das 1377 für den Zweig bestätigt wurde, der sich in der nahe gelegenen Gemeinde Brezzo di Bedero, im Dorf Sarra, niedergelassen hatte. Die Familie Sessa verzweigte sich stark und brachte unter anderem die berühmten Familien Sessa di Daverio und Cannobio Sessa di Ticinallo hervor. Der Zweig, der seinen Sitz in Ticinallo beibehielt, überlebte trotz schwerer wirtschaftlicher Rückschläge bis 1781, als er von dem Adligen Giovanni Battista Sessa ausgelöscht wurde, der die letzten Familiengüter an reiche bürgerliche Familien verkaufte, die in der Gegend entstanden waren.
Im Jahr 1438 übertrug der Herzog von Mailand Filippo Maria Visconti das Lehen Travaglia an die Adelsfamilie Rusca aus Como, eine Investition, die von Francesco I. Sforza in der Mitte des Jahrhunderts bestätigt wurde. Im Jahr 1523 zerstörten die Schweizer die Rocca di Caldè, nachdem sie Luino und das Malcantone besetzt hatten. In den letzten Jahrzehnten des 16. Jahrhunderts, als das Herzogtum Mailand längst in die spanische Umlaufbahn eingetreten war, gingen die Ländereien von Valtravaglia an den Grafen Ruggero Marliani über, nachdem sie ein Jahrzehnt lang (von 1543 bis 1553) borromäisch gewesen waren und dann an die Familie Rusca-Lonati zurückgefallen waren. Zwischen dem 17. und 18. Jahrhundert wurde Porto mit schönen Palästen bereichert, die von den adligen und großbürgerlichen Familien der damaligen Zeit erbaut wurden und die sich fast alle entlang der heutigen Via Roma und in der Nähe des Hafens befanden.
1759 gründeten Felice Cioja und Carlo Mellerio in Porto eine Fabrik, die sich auf die Herstellung von Glasplatten, Karaffen und Kristallgläsern spezialisierte. Im Jahr 1774 arbeiteten dort 40 Männer und 49 Frauen sowie viele Kinder. Ein Teil der Arbeitskräfte kam von weit her und brachte Familien hervor, deren Namen an ihre Herkunft erinnern: Griner, Asciamprener, Klingly. Während der napoleonischen Ära stellte der bekannte Wirtschaftswissenschaftler Melchiorre Gioia fest, dass die Reinheit des Portoglases berühmt war und dem böhmischen Glas nur geringfügig unterlegen war. Danach ging die Fabrik in die Hände der Familie Minetti über, die Qualität und Quantität verbesserte und 170 Mitarbeiter beschäftigte. Im Jahr 1901 war das Unternehmen aus Porto auf der Varesina-Ausstellung glänzend vertreten. Damals war es im Besitz der Familie Lucchini, die ursprünglich aus Mailand stammte, aber fest mit Porto Valtravaglia verbunden war. Ein Mitglied der Familie, Angelo, war einer der Gründer der Banca Popolare di Luino im Jahr 1885 und war auch lange Zeit Bürgermeister von Porto.
Im Jahr 1928 wurde die Provinz Varese gegründet, und auch das Valtravaglia erlebte mit dem Bau der Straße Laveno-Luino einen neuen Aufschwung. Im Jahr 1928 wurden die bis dahin autonomen Gemeinden Muceno und Musadino mit Porto zu einer einzigen Gemeinde zusammengeschlossen. Abgesehen von einem hohen Prozentsatz an Grenzgängern ist die Beschäftigung derzeit im Dienstleistungssektor in Richtung der Städte Varese und Mailand angesiedelt. Vor Ort gibt es viele Handwerks- und Handelsbetriebe, obwohl der Tourismus, sowohl der italienische als auch der ausländische (insbesondere der deutsche), eine gewisse Bedeutung für die Wirtschaft der Gemeinde hat.

## Bevölkerung
| Bevölkerungsentwicklung | Bevölkerungsentwicklung | Bevölkerungsentwicklung | Bevölkerungsentwicklung | Bevölkerungsentwicklung | Bevölkerungsentwicklung | Bevölkerungsentwicklung | Bevölkerungsentwicklung | Bevölkerungsentwicklung | Bevölkerungsentwicklung | Bevölkerungsentwicklung | Bevölkerungsentwicklung | Bevölkerungsentwicklung | Bevölkerungsentwicklung | Bevölkerungsentwicklung | Bevölkerungsentwicklung |
| ----------------------- | ----------------------- | ----------------------- | ----------------------- | ----------------------- | ----------------------- | ----------------------- | ----------------------- | ----------------------- | ----------------------- | ----------------------- | ----------------------- | ----------------------- | ----------------------- | ----------------------- | ----------------------- |
| Jahr                    | 1751                    | 1805                    | 1809                    | 1853                    | 1871                    | 1881                    | 1901                    | 1921                    | 1951                    | 1971                    | 1991                    | 2001                    | 2011                    | 2021                    |                         |
| Einwohner               | 343                     | 445                     | *2100                   | 608                     | 1762                    | 1789                    | 1838                    | 1994                    | 2041                    | 2449                    | 2409                    | 2387                    | 2348                    | 2294                    |                         |

- 1809 Fusion mit Castello, Musadino und Veccana

## Verwaltung
Porto Valtravaglia ist Teil der Comunità Montana Valli del Verbano.

## Sehenswürdigkeiten
- Romanische Pfarrkirche Santa Maria Assunta[2]
- Im Oratorium San Rocco ist ein Fresko aus der Schule von Bernardino Luini zu sehen[3]
- Kirche Santo Stefano[4]
- Romanische Kirche San Giorgio im Ortsteil Muceno[5]
- Kirche Santa Maria Assunta in der Fraktion Domo
- Baptisterium San Giovanni aus der Karolingerzeit im Ortsteil Domo[6]
- Kirchlein San Michele auf Alpe San Michele mit Fresken (15.–16. Jahrhundert), San Giacomo und Madonna del latte e i Santi Antonio abate e Bernardo (1517) des Malers Guglielmo da Montegrino Valtravaglia[7][8][9]
- Uferpromenade

## Persönlichkeiten
- Francesco Bernardino Sessa (16. Jahrhundert), Schriftsteller, Dichter, Freund von Carlo Borromeo.
- Dario Fo (1926–2016), Theaterautor, Regisseur, Bühnenbildner, Komponist, Erzähler, Satiriker und Schauspieler, Nobelpreisträger
- Nanni Svampa, Bühnenbildner, Komponist, Kabarettist.